# Kurt Schreier
Kurt Franz Schreier (* 28. Februar 1919 in Welbine, Tschechoslowakei; † 1994) war ein deutscher Kinderarzt und Hochschullehrer.

## Leben und Werk
Schreier studierte nach dem Schulabschluss am Leitmeritzer Gymnasium an den Universitäten Prag und Heidelberg Medizin und promovierte zum Dr. med. Nach er Vertreibung aus der Tschechoslowakei wurde er 1953 Dozent an der Universität Heidelberg und dort 1958 zum außerplanmäßigen Professor ernannt. Gleichzeitig war er als Oberarzt an der  dortigen Universitätskinderklinik tätig.
1956 wurde er Mitglied der Ciba-Foundation. Daneben trat er in die Katalan. Gesellschaft für Pädiatrie ein. Seine Forschungsschwerpunkte waren Physiologie und Pathologie des Stoffwechsels im Säuglings- und Kindesalter sowie Wachstumsprobleme.

## Schriften (Auswahl)
- Das Laurence-Moon-Biedl-Syndrom (an Hand von 2 Fällen). In: Mschr. Kinderheilkunde 98 (1950), S. 255 ff.
- Einige Besonderheiten des Einweißstoffwechsels im Kindesalter. In: Paediatria. 1960.
- (mit Jürgen Spranger): Die kindliche Fettsucht im Licht der neuen Forschung. Beihefte zum Archiv für Kinderheilkunde, 44. Heft, Ferdinand Enke Verlag, Stuttgart 1961.
- (mit I. Eckert) (Hrsg.): Ernährung und Umwelt, eine Bestandsaufnahme. Glauben u. Wissen in der Ernährung unter besonderer Berücksichtigung der Säuglings- u. Kinderernährung. Stuttgart 1977.